# Orygocera perinetella
Orygocera perinetella is een vlinder uit de familie van de Depressariidae (Platlijfjes). Deze soort is voor het eerst wetenschappelijk beschreven door Pierre Viette in een publicatie uit 1988.
De soort komt voor in Madagaskar.